# Forschungsturm
Ein Forschungsturm ist ein Turm, der überwiegend wissenschaftlichen Experimenten dient. Hierzu gehören zum Beispiel Falltürme zur Erzeugung kurzzeitiger Schwerelosigkeit wie der Fallturm Bremen.
Ein ungewöhnlicher Forschungsturm war der BREN-Tower in Nevada, der einen nicht abgeschirmten Reaktor zur Simulation der Strahlenwirkung der Atombombenexplosionen in Hiroshima trug.
Nicht in diese Kategorie fallen Messtürme.